# Заслуженный журналист Украины
Заслуженный журналист Украины (укр. Заслужений журналіст України) — государственная награда Украины — почётное звание, присваиваемое Президентом Украины согласно Закону Украины «О государственных наградах Украины».

## Описание нагрудного знака
- Нагрудный знак аналогичен нагрудным знакам других почётных званий Украины категории «заслуженный».
- Нагрудный знак к почётному званию «Заслуженный журналист Украины» имеет форму овального венка, образованного двумя ветвями лавровых листьев. Концы ветвей внизу обвиты лентой. В середине венка помещен фигурный картуш с надписью на украинском языке — «Заслужений журналіст». Картуш венчает малый Государственный Герб Украины.
- Лицевая сторона нагрудного знака выпуклая. Все изображения и надписи рельефные.
- На оборотной стороне нагрудного знака — застежка для прикрепления к одежде.
- Нагрудный знак изготавливается из серебра.
- Размер нагрудного знака: ширина — 35 мм, длина — 45 мм.

## Награждённые
Полный список награждённых званием «Заслуженный журналист Украины», о которых есть статьи в Википедии, смотрите здесь.